# Uranotaenia angolensis
Uranotaenia angolensis är en tvåvingeart som beskrevs av Cunha Ramos 1985. Uranotaenia angolensis ingår i släktet Uranotaenia och familjen stickmyggor.
Artens utbredningsområde är Angola. Inga underarter finns listade i Catalogue of Life.